# Franz Claus
Franz Claus (* 11. September 1895 in Kastellaun; † 22. März 1958 in Simmern/Hunsrück) war ein deutscher Politiker (FDP).

## Leben und Beruf
Nach dem Besuch der Höheren Schule absolvierte Claus von 1918 bis 1920 eine Ingenieurausbildung am Rheinischen Technikum in Bingen und war anschließend als selbständiger Elektroingenieur in Simmern tätig. Von 1938 bis 1945 wurde er dienstverpflichtet und zur Marinewerft nach Wilhelmshaven entsandt. Nach dem Kriegsende arbeitete er erneut als Elektroingenieur.

## Politik
Claus war vor 1933 Mitglied der DVP. 1925 bis zur Machtergreifung der Nationalsozialisten 1933 war er Mitglied des Kreistags Simmern (Hunsrück). Während der Zeit des Nationalsozialismus konnte er seine politische Arbeit nicht fortführen. Er war 1935 bis 1945 Mitglied des NS-Bunds deutscher Technik und 1938 bis 1945 Mitglied der DAF.
Er schloss sich nach 1945 der LP an, aus der später der Landesverband der FDP Rheinland-Pfalz hervorging. 1946 wurde er erneut in den Kreistag Simmern gewählt und wurde Kreisausschussmitglied.
Claus war 1946/47 Mitglied der Beratenden Landesversammlung des Landes Rheinland-Pfalz und gehörte dann bis zu seinem Tode dem Rheinland-Pfälzischen Landtag an. Von 1951 bis 1955 war er Vorsitzender des Ausschusses für Wirtschaft und Wiederaufbau. 1954 war er Mitglied der 2. Bundesversammlung.